# CAWI
CAWI (ang. Computer-Assisted Web Interview – wspomagany komputerowo wywiad przy pomocy strony WWW) – technika zbierania informacji w ilościowych badaniach rynku i opinii publicznej, w której respondent jest proszony o wypełnienie ankiety w formie elektronicznej.

## Zalety
- możliwość umieszczania w ankiecie nie tylko pytań tekstowych, ale również elementów graficznych i multimedialnych (filmy wideo, dźwięk, np. pytanie o opinię nt. reklamy w mediach)
- niski koszt techniki (brak konieczności zatrudniania ankieterów)
- szybki (zwłaszcza w porównaniu do metody PAPI) dostęp do uzyskanych danych oraz możliwość szybkiej analizy, ponieważ dane bezpośrednio po uzyskaniu są już w formie elektronicznej
- brak ryzyka błędu popełnianego przez ankietera (w porównaniu do metody PAPI oraz CATI)
- w przypadku zauważenia błędu już po stworzeniu ankiety łatwiej jest go skorygować niż w przypadku klasycznych ankiet papierowych

## Wady
- technika może być stosowana tylko w odniesieniu do respondentów posiadających dostęp do Internetu
- brak całkowitej kontroli nad tym, kto w rzeczywistości wypełnia ankietę